# Ladimirevci
Ladimirevci är en ort i Kroatien.   Den ligger i länet Baranja, i den östra delen av landet, 190 km öster om huvudstaden Zagreb. Ladimirevci ligger 86 meter över havet och antalet invånare är 1 670.
Terrängen runt Ladimirevci är mycket platt. Runt Ladimirevci är det ganska glesbefolkat, med 35 invånare per kvadratkilometer. Närmaste större samhälle är Valpovo, 4,6 km nordväst om Ladimirevci. Trakten runt Ladimirevci består till största delen av jordbruksmark.